# Bisgletscher
Der Bisgletscher ist ein Gletscher auf der Ostseite des Weisshornmassivs in den Walliser Alpen, im Kanton Wallis, Schweiz. Er hat eine Länge von 3,5 km bei einer durchschnittlichen Breite von 800 m. Im Jahr 1996 wurde eine Fläche von 4,46 km² ermittelt.

## Lage
Seinen Ausgangspunkt nimmt der Bisgletscher in den steilen Felswänden östlich des Nordgrats des Weisshorns. Auf rund 3800 m ü. M. vereinigen sich die vom Weisshorns und vom Ostgrat des Bishorns kommenden Eismassen in einer  Karmulde. Gegen Norden hat der Gletscher über den firnbedeckten Passübergang des Bisjochs (3549 m ü. M.) Verbindung mit dem Brunegggletscher. Der Bisgletscher fliesst nach Osten über den stark abfallenden westlichen Talhang des Mattertals hinunter und hat dabei ein Gefälle von zeitweise mehr als 60 %. In diesem Bereich ist er wild zerklüftet. Die Gletscherzunge befindet sich derzeit auf einer Höhe von etwa 2000 m ü. M. Hier entspringt der Bisbach, der bei Randa in die Matter Vispa mündet.

## Eislawinen
Wegen der starken Neigung des unteren Gletscherteils lösten sich immer wieder grössere Eismassen und stürzten ins Tal. Die verheerendste bekannte Eislawine ereignete sich am 13. Januar 1636. Sie forderte im Bergdorf Randa 37 Menschenleben. Zahlreiche Eisstürze und Gletscherlawinen gab es aber auch im 19. und 20. Jahrhundert, diese forderten jedoch nur selten Todesopfer. Oftmals blockierten die Eismassen den Abfluss der Vispa, wodurch ein See aufgestaut wurde, der manchmal den unteren Dorfteil von Randa überschwemmte. Bei der letzten grossen Eislawine vom 5. Februar 1980 wurden Bahnlinie und Strasse im Mattertal verschüttet und ein See mit einem Wasservolumen von 500.000 m³ aufgestaut. Dieser See entleerte sich allmählich wieder, so dass es nicht zur Ausbildung einer Flutwelle kam.